# Franz von Pillersdorf
Franz Xaver von Pillersdorf, baron de Pillersdorf (1er mars 1786 - 22 février 1862) est un homme politique autrichien.
Il est le troisième ministre-président d'Autriche. Son nom est attaché à l'éphémère constitution Pillersdorf.

## Biographie
Fils de Franz Xaver von Pillersdorf (1757-1806), conseiller à la cour supérieure de justice, il étudie les sciences politiques et le droit à l'université de Vienne. À partir de 1811, il occupe le poste de secrétaire auprès de la Hofkammer, l'autorité fiscale centrale de la monarchie de Habsbourg, chargé notamment de l'approvisionnement de l'armée impériale autrichienne pendant la guerre de la sixième coalition.
Après la guerre, il passe quelque temps au Royaume-Uni ; revenu à l'Autriche, il s'occupe à nouveau de la gestion des finances. En 1824, l'empereur François Ier le nomme vice-président de la Hofkammer. Il obtient aussi le titre de Geheimrat en 1832. En 1842, l'empereur Ferdinand Ier l'a nommé chef de la chancellerie de la cour. La ville de Vienne l'élève au rang de citoyen d'honneur en 1845 et il a reçu les insignes de chevalier dans l'ordre de Saint-Étienne en 1846. 

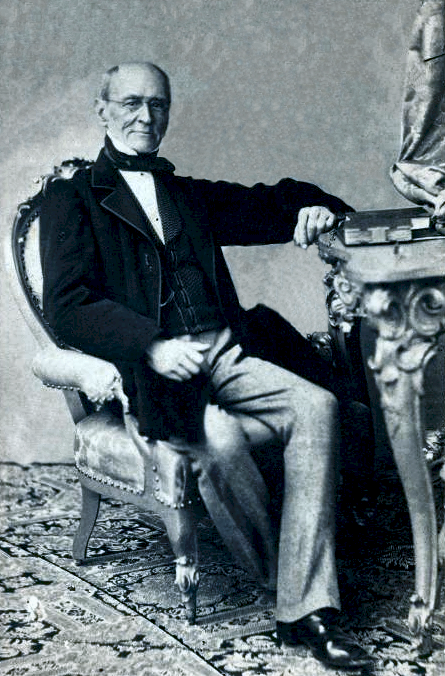
Franz von Pillersdorf, vers 1850.

Au cours de la révolution autrichienne de 1848, Pillersdorf, opposant à l'ordre metternichien, est nommé ministre de l'intérieur du gouvernement Kolowrat le 20 mars. À la démission de Charles-Louis de Ficquelmont, le 4 mai, il est également ministre-président d'Autriche. La constitution libérale pour les territoires héréditaires des Habsbourg et les pays de la couronne de Bohême qu'il présente le 25 avril, toutefois, se heurte à de fortes résistances, tant de la part des révolutionnaires que de la couronne. Il présente alors sa démission le 8 juillet. Il est ministre de l'intérieur au sein du cabinet du nouveau ministre-président Anton von Doblhoff-Dier jusqu'au 18 juillet.
Pillersdorf est député du Reichstag d'Autriche inauguré le 22 juillet 1848 ; néanmoins, il ne peut exercer aucune influence sur les délibérations. Déménagée à Kroměříž (Kremsier) en Moravie, l'assemblée est finalement dissoute le 7 mars 1849. Les implications politiques après l'échec de la révolution lui causerent une perte temporaire de ses distinctions honorifiques.  Réhabilité par l'empereur François-Joseph Ier, il est élu membre du nouveau Conseil d'Empire (Reichsrat) en 1861.